# Азендорпф, Йенс
Йенс Азендорпф (нем. Jens Asendorpf; р. 26 октября 1950, Марбург, ФРГ) — немецкий психолог, специализирующийся в области психологии личности и социальной психологии.
Один из инициаторов использования тестов скорости реакции (таких как Тест имплицитных ассоциаций) применительно к измерению черт личности. Президент Европейской ассоциации психологии личности. Редактор European Journal of Personality (2005—2008). Рецензент более 20 журналов в области психологии личности и социальной психологии.
С 1994 года — профессор психологии личности в Берлинском университете имени Гумбольдта; в 2008—2010 годах был директором Института психологии при университете.

## Публикации
- Asendorpf, J.B. (2003). Temperament. In H. Keller (Ed.), Handbuch der Kleinkindforschung (3. Aufl., pp. 775—814). Bern: Huber.
- Asendorpf, J. B. (2007). Psychologie der Persönlichkeit (4. Aufl.). Berlin: Springer.
- Asendorpf, J. B. (2009). Persönlichkeitspsychologie — für Bachelor. Heidelberg: Springer Verlag.
- Asendorpf, J.B., Banse, R., & Mücke, D. (2002). Double dissociation between implicit and explicit personality self-concept: The case of shy behavior. Journal of Personality and Social Psychology, 83, 380—393.
- Asendorpf, J.B. & van Aken, M.A.G. (2003). Validity of Big Five personality judgments in childhood. European Journal of Personality, 17, 1-17.
- Schnabel, K., Banse, R., & Asendorpf, J.B. (2006). Assessment of implicit personality self-concept using the implicit association test (IAT): Concurrent assessment of anxiousness and angriness. British Journal of Social Psychology, 45, 373—396.
- Teige, S., Schnabel, K., Banse, R., & Asendorpf, J.B. (2004). Assessment of multiple implicit self-concept dimensions using the Extrinsic Affec-tive Simon Task (EAST). European Journal of Personality, 18, 495—520.